# The Armed Man: A Mass for Peace
The Armed Man: A Mass for Peace ist eine Messe des walisischen Komponisten Karl Jenkins, mit dem Untertitel „A Mass for Peace“ („Friedensmesse“). Wie Benjamin Brittens War Requiem ist es ein Antikriegsstück. Es basiert auf Texten der katholischen Messliturgie, die Jenkins mit anderen Quellen, vor allem dem zu einem Volkslied gewordenen Soldatenlied L’homme armé aus dem 15. Jahrhundert, verband. Es wurde für vierstimmigen gemischten Chor mit zwei Solisten (Sopran und Muezzin) und sinfonische Orchesterbesetzung geschrieben.

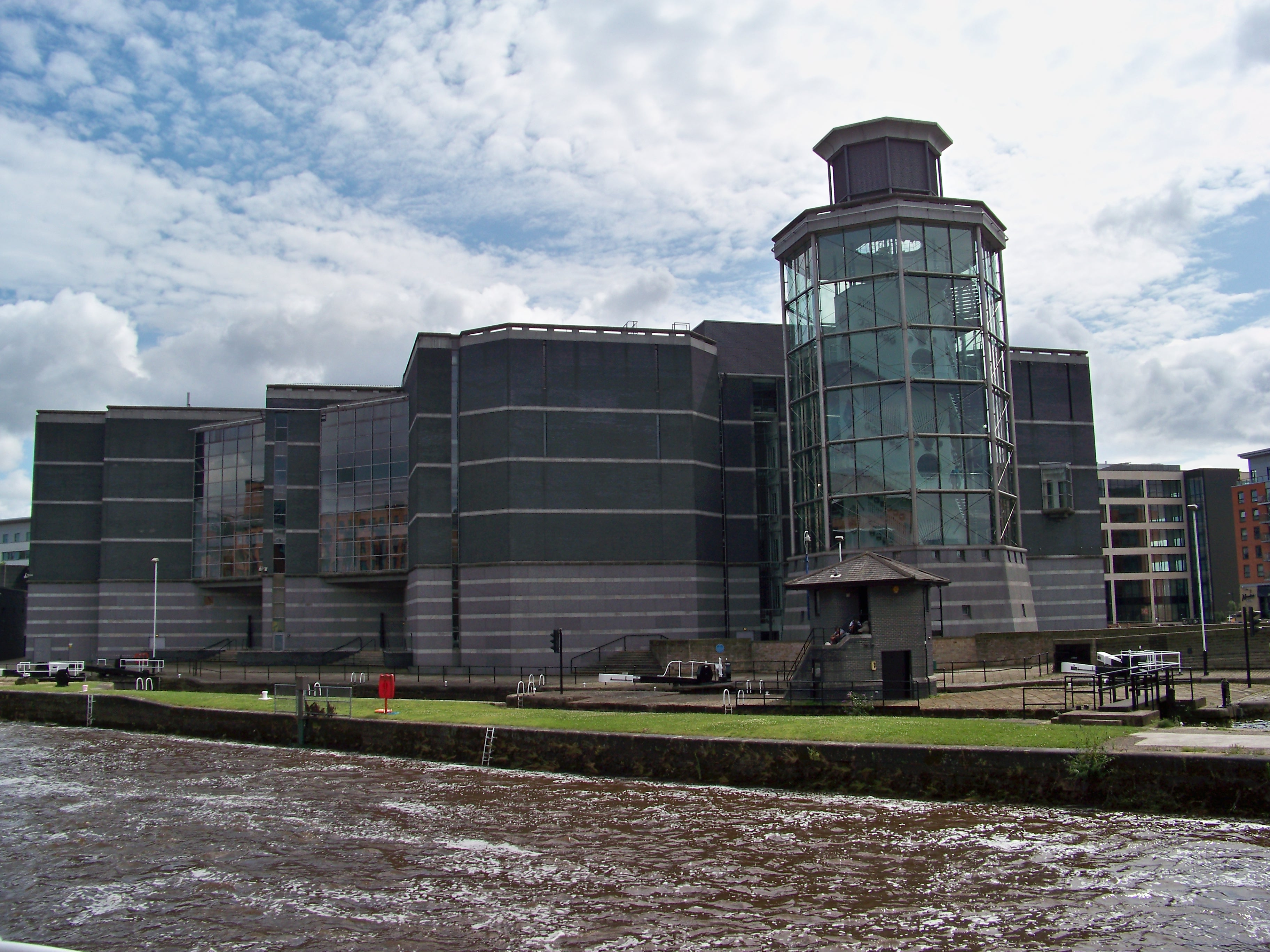
Museum Royal Armouries in Leeds

Das Werk entstand 1999 im Auftrag des Museums Royal Armouries anlässlich der Jahrtausendfeier und markiert zugleich den Umzug des Museums von London nach Leeds. Guy Wilson, der damalige Museumsdirektor, wählte die zusätzlichen Texte aus. Das Werk ist den Opfern des Kosovokriegs gewidmet.

## Überblick

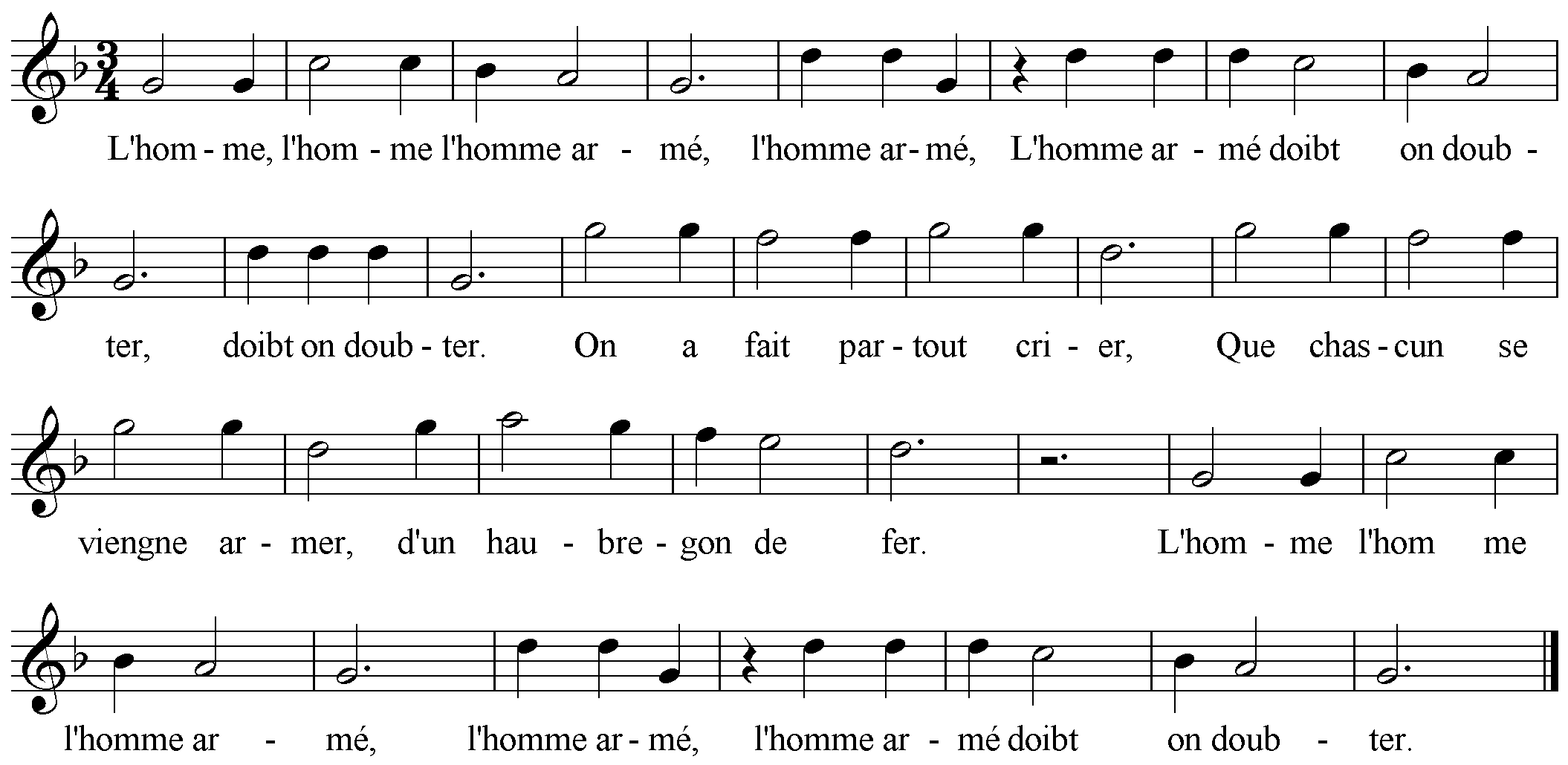
Das französische Soldatenlied „L’homme armé“

Neben Teilen der Messe enthält das Stück Passagen aus anderen religiösen und historischen Quellen, zum Beispiel dem islamischen Gebetsruf, der Bibel (Psalmen und Offenbarung des Johannes) und Mahabharata. Darüber hinaus werden Texte von Rudyard Kipling, Alfred Lord Tennyson und Tōge Sankichi, der den Atombombenabwurf auf Hiroshima überlebte, aber einige Jahre später an Leukämie verstarb, verwendet.
The Armed Man zeichnet die wachsende Bedrohung eines Abstiegs in den Krieg, durchsetzt mit besinnlichen Momenten. Es zeigt die Schrecken, die der Krieg bringt, und endet mit der Hoffnung auf Frieden in einem neuen Jahrtausend, wenn „Trauer, Schmerz und Tod überwunden werden können“.
Das Stück beginnt mit der Darstellung von marschierenden Füßen. Dies wird später von den schrillen Tönen einer Piccoloflöte überlagert, die wie die Flöte einer Militärkapelle das französischsprachige Soldatenlied L’homme armé aus dem 15. Jahrhundert spielt.
Es folgt ein besinnliches Innehalten mit dem Ruf zum Gebet (Call to Prayer) und dem Kyrie. Danach wird mit Worten aus dem Buch der Psalmen (Psalm 56 und 59) Save Me from Bloody Men (Hilf mir gegen die Blutgierigen) um Gottes Hilfe gegen die Feinde gebeten. Das sich anschließende Sanctus hat eine militärische, bedrohliche Melodie. Daran schließt sich das Gedicht Hymn Before Action (Lobgesang vor der Schlacht) an, ein Gebet der Soldaten vor der Schlacht. Es stammt aus Kiplings Werk The Seven Seas aus dem Jahr 1896. Beginnend mit Kriegstrompeten folgt das Stück Charge! (Angriff!). Es basiert auf Texten aus Drydens Song for St Cecilia’s Day von 1687 und Jonathan Swifts To the Earl of Oxford (nach Horaz). 
Nach dem Schreien der Sterbenden herrscht auf dem Schlachtfeld eine unheimliche Stille. Sie wird durch das Hornsignal The Last Post, das vor allem bei militärischen Begräbnissen gespielt wird, beendet. Es folgen zwei Stücke aus unterschiedlichen Zeiten, die Leiden beschreiben: Angry Flames (Zornige Flammen) und Torches (Fackeln). Tōge Sankichi verfasste Angry Flames, worin er die entsetzlichen Geschehnisse nach der Bombardierung Hiroshimas beschreibt. Torches, ein Auszug aus dem Mahabharata, das zwischen 400 v. Chr. und 400 n. Chr. in Indien entstand, stellt den Schrecken und das Leid verbrennender Tiere im Khandava-Wald dar. Nach dem sich anschließenden Agnus Dei folgt Now the Guns have Stopped (Nun, da die Waffen schweigen), das der britische Historiker Guy Wilson schrieb. Darin werden die Selbstvorwürfe der Überlebenden des Krieges dargestellt. Nach dem Benedictus qui venit endet die Messe mit Better is Peace (Besser ist Frieden), worin Texte von Thomas Malory, Alfred Lord Tennyson, aus dem Lied L’homme armé sowie aus der Offenbarung des Johannes verarbeitet sind. In diesem Stück wird zum einen der Hoffnung Ausdruck verliehen, dass Gott alle Tränen wegwischt (Offenbarung 21,4 ), zum anderen gelangt man (wie die Figuren der Artussage Lancelot und Guinevere) zur schwer erkämpften Einsicht, dass Frieden besser als Krieg ist (Malory und Lord Tennyson).
| Satz   | Bezeichnung               | Informationen |
| ------ | ------------------------- | --- |
| 1      | The Armed Man             | Anonym, 1450–1463, französisch |
| 2      | Call To Prayers           | islamischer Gebetsruf (Adhaan), arabisch |
| 3      | Kyrie                     | Liturgie, griechisch |
| 4      | Save me from Bloody Men   | Psalm 56 und 59, englisch |
| 5      | Sanctus                   | Liturgie, lateinisch |
| 6      | Hymn before Action        | Rudyard Kipling, aus: The Seven Seas, 1896, englisch |
| 7      | Charge!                   | - John Dryden, Song for St Cecilia’s Day, 1687, englisch - Jonathan Swift (1667–1745), To the Earl of Oxford (nach Horaz, Carmina 3,2,13), englisch           |
| Stille |                           | |
| 8      | Angry Flames              | Tōge Sankichi, 1945, englisch |
| 9      | Torches                   | Mahabharata, Buch 1, Kapitel 228, 400 v. Chr., englisch |
| 10     | Agnus Dei                 | Liturgie, lateinisch |
| 11     | Now the Guns have Stopped | Guy Wilson, englisch |
| 12     | Benedictus                | Liturgie, lateinisch |
| 13     | Better is Peace           | - Thomas Malory, um 1470, englisch - Anonym, 1450–1463, französisch - Alfred Lord Tennyson, Ring out, Wild Bells, 1850, englisch - Offenbarung 21,4, englisch |

## Aufführungen
The Armed Man: A Mass For Peace wurde erstmals am 25. April 2000 in der Royal Albert Hall in London aufgeführt. Grant Llewellyn dirigierte den Chor National Youth Choir of Great Britain und das National Musicians Symphony Orchestra, mit Julian Lloyd Webber als Solocellist.
Das Werk gehört zu Jenkins’ beliebtesten Kompositionen und wird auch von Laien häufig aufgeführt.
Am 2. November 2018 dirigierte Jenkins eine Aufführung des Werks in der Mercedes-Benz-Arena Berlin mit etwa 2.000 Chorsängern aus 27 Ländern und dem World Orchestra for Peace. Anlass war der 100. Jahrestag des Endes des Ersten Weltkriegs.

## Instrumentation
Die Messe ist für ein großes Symphonieorchester mit großem Schlagwerk geschrieben.
- Piccoloflöte
- 2 Flöten (beide auch Piccolo)
- 2 Oboen
- Englischhorn
- 2 Klarinetten
- Bassklarinette
- 2 Fagotte
- Kontrafagott
- 4 Hörner
- 3 Trompeten
- 3 Posaunen
- Tuba
- Pauke
- Streicher

sowie fünf Schlagwerker, die folgende Instrumente spielen:
- 3 kleine Trommeln
- Landsknechtstrommel
- 4 Tomtoms
- Surdo
- Floor-Toms
- Becken
- 2 Große Trommeln
- Shékere
- Congas
- Schlagzeug
- Tamtam
- Triangel
- Taiko
- Windspiele
- Chimes
- Glocke in tiefem D
- Tenortrommel
- Tamburin
- Tamborim
- Röhrenglocken